# Bruno Granichstaedten

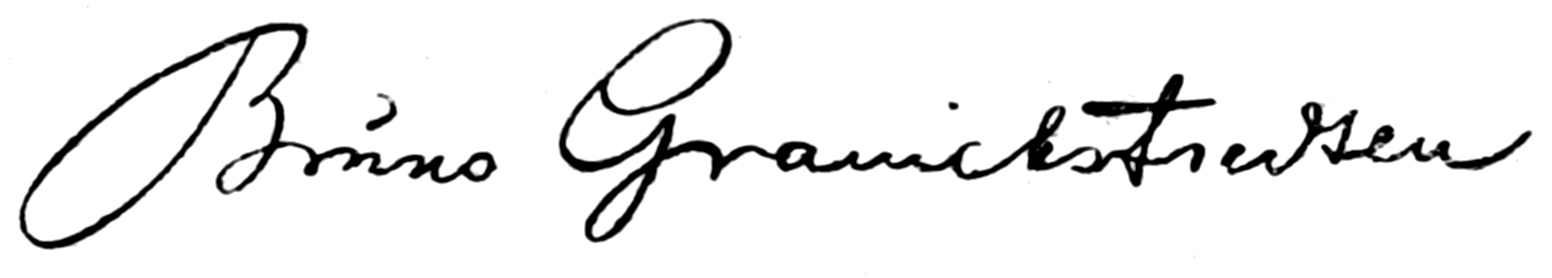
Autogramm

Heinrich Bernhard Bruno Granichstaedten (* 1. September 1879 in Wien; † 30. Mai 1944 in New York) war ein österreichischer Komponist.

## Leben
Sein Vater, Emil Granichstaedten (* 1847 Wien; † 1904 Berlin), war Jurist und zunächst als Rechtsanwalt tätig, später wandte er sich jedoch seinen literarischen Interessen auch beruflich zu und wurde ein bekannter Theaterkritiker und Dramatiker. Seine Mutter war die Schauspielerin Olga Granichstädten, geb. Rosenthal (* 1856 Frankfurt am Main; † 1933 Wien). Da ihr zweiter Sohn Bruno bereits früh Interesse an der Musik zeigte, erhielt er eine fundierte Ausbildung und besuchte zunächst fünf Jahre lang das Conservatorium der Gesellschaft der Musikfreunde in Wien, wo er von Wilhelm Rauch (1844–1914) in Klavierspiel und von Robert [?] Fuchs in Harmonielehre unterrichtet wurde. Von 1895 bis 1897 studierte er am Conservatorium der Musik in Leipzig, wo Salomon Jadassohn (Theorie, Komposition und Klavierspiel), Johannes Weidenbach (Klavierspiel) und Robert Bolland (1847–1923, Violinspiel) seine Lehrer waren. Nach ersten Theaterengagements in Erfurt und Mannheim wurde er im Jahr 1900 als dritter Kapellmeister ans Münchner Hoftheater berufen. Da er jedoch Frank Wedekinds Arbeit am Simplicissimus verteidigte und auch zeitweilig im Kabarett Die Elf Scharfrichter mitwirkte, wurde er vom Hoftheater bald wieder entlassen.
1905 kehrte Granichstaedten nach Wien zurück und wirkte zunächst auf verschiedenen Kabarettbühnen. Im Jahr 1908 veröffentlichte er seine erste Operette (Bub oder Mädel, Libretto von Felix Dörmann und Adolf Altmann), die einigen Erfolg hatte, den er in den folgenden Jahren mit weiteren Werken noch überbieten konnte. Seine größten Erfolge waren Auf Befehl der Kaiserin (1915) und sein Hauptwerk Der Orlow (1925) im Theater an der Wien, das danach auch zweimal verfilmt wurde. Daneben schuf er Musik zu fünf weiteren Tonfilmen und einige Lieder und Chansons. Zu seinen bekanntesten Melodien gehört Zuschau’n kann i net für den Zahlkellner Leopold im Weißen Rößl von Ralph Benatzky.
Nach dem „Anschluss“ Österreichs musste er als Jude das Land verlassen; mit Hilfe der Sängerin Betty Fischer gelang es ihm, über Luxemburg 1940 in die USA zu emigrieren. Hier konnte er aber nicht mehr Fuß fassen, zeitweise verdiente er sich seinen Lebensunterhalt als Pianist in Nachtlokalen.

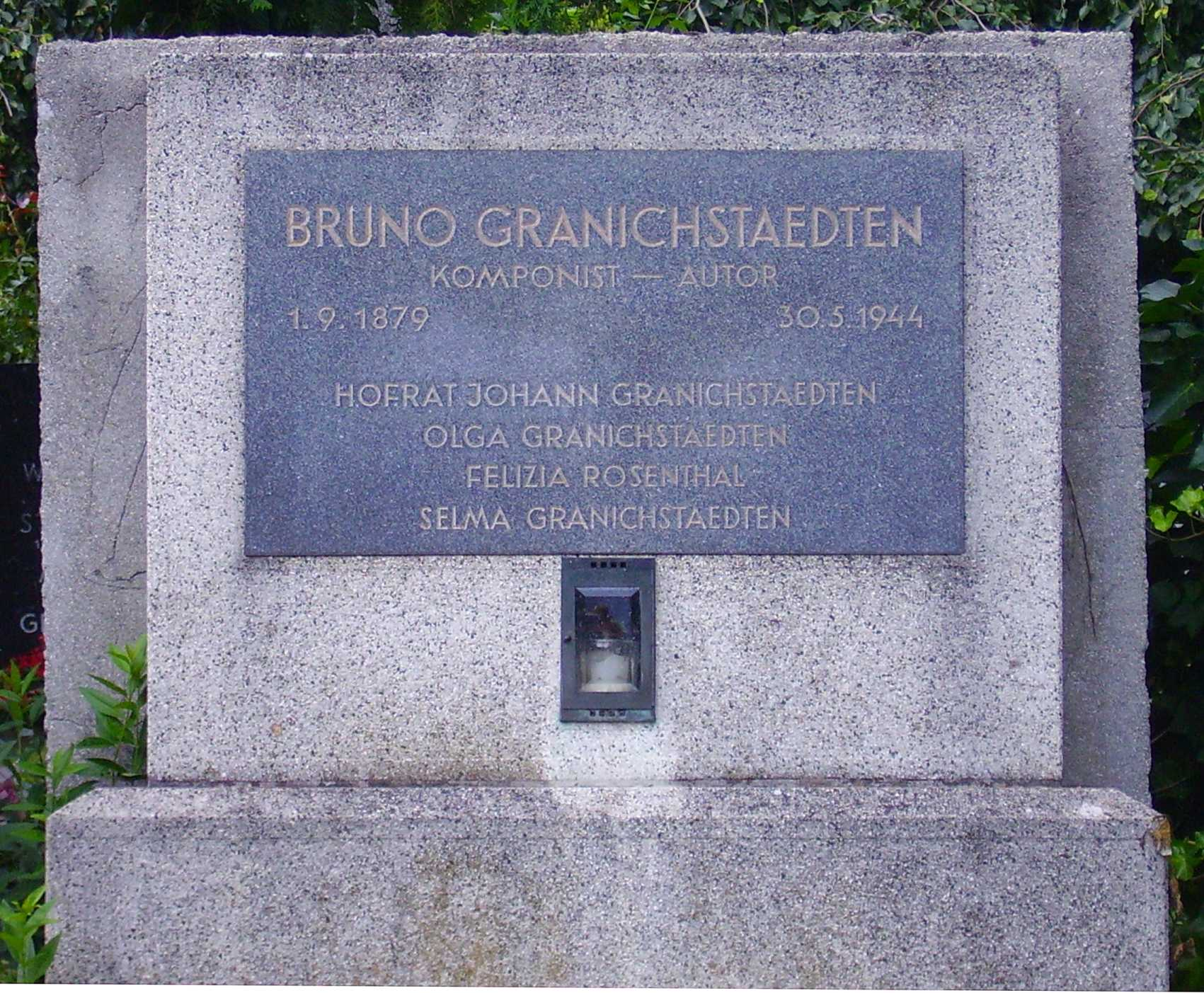
Das Grab am Hietzinger Friedhof

Bruno Granichstaedten schuf 16 Operetten und Singspiele, zu denen er teilweise auch das Libretto selbst verfasste. Seine Musik war in den Anfangsjahren von typisch wienerischer Art, nach dem Ersten Weltkrieg ist jedoch deutlich der Einfluss der populären US-amerikanischen Musik zu hören, besonders bezüglich der rhythmischen Gestaltung. Seinem künstlerischen Erfolg war dies allerdings nicht zuträglich, da sein Schaffen damit an Eigenständigkeit einbüßte.
Sein ehrenhalber gewidmetes Grab befindet sich auf dem Hietzinger Friedhof (Gruppe 46, Nummer 31). 1955 benannte man die Granichstaedtengasse in Wien-Hietzing ihm zu Ehren.
Sein Nachlass befindet sich in der Wienbibliothek im Rathaus.